# Fozio (metropolita di Kiev)
Fozio (in russo: Фотий Киевский; ... – 2 luglio 1431) è stato metropolita di Mosca e di tutta la Rus'.
È venerato come santo dalla Chiesa ortodossa russa, che lo ricorda il 27 maggio e il 2 luglio.

## Biografia
Di origine greca, proveniente dalla città di Monembasia, nel Peloponneso, prese fin da giovane gli ordini monastici. Fu nominato nel 1407 Metropolita di Kiev e Vladimir e solo un anno più tardi di Mosca e di tutta la Russia. Inizialmente decise di rimanere a Kiev ma, a causa della forte influenza che in quelle terre aveva il cattolicesimo, nel 1410 si trasferì a Mosca. Nella capitale del Granducato Fotius dovette affrontare un numero elevato di problemi come allagamenti, carestie, pestilenze e incendi, calmaità che negli anni del suo ufficio si erano abbattute sull'intera Russia con grande virulenza. Inoltre, dopo un periodo in cui la sede di Mosca era rimasta vacante a seguito della morte di Cipriano, le casse del Metropolitanato erano state saccheggiate, lasciando la principale carica ecclesiastica russa senza alcun tipo di fondi. A tutto ciò va aggiunto che il nuovo Metropolita al suo arrivo non conosceva nemmeno una parola della lingua russa.
Fotius è ricordato come un religioso che aiutò gli indigenti e si prese carico dei problemi della Rus' come nessun altro vescovo straniero aveva mai fatto. Costruì sulle rive del lago Sengo, non lontano da Vladimir, una chiesa e la "casa del silenzio e della preghiera", così chiamata perché spesso vi si rifugiava per trascorrere periodi in contemplazione e meditazione. Nel 1427 affrontò e vinse l'eresia degli Strigol'niki, che da quasi un secolo aveva raccolto adepti nelle città di Velikij Novgorod, Pskov e Tver'.
All'inizio del 1430, mentre si trovava a Vladimir, fu sorpreso da un attacco mongolo, posto in essere dal Khan Edigei nel tentativo di catturare e uccidere il Metropolita, individuando in quest'ultimo un elemento aggregante del patriottismo moscovita. Riuscito a sfuggire e a rifugiarsi presso il lago, si nascose tra le sue sponde per 3 mesi, fino a quando il Granduca di Mosca non inviò una truppa ad annunciargli lo scampato pericolo e la possibilità di ritornare nella capitale. 
Leggenda vuole che al suo ritorno a Mosca, il 20 aprile di quello stesso anno, gli fosse apparso un angelo annunciando la sua prossima morte, che si verificò puntualmente due mesi dopo. I suoi resti sono conservati nella Cattedrale dell'Ascensione del Cremlino.

## Opere letterarie
Fotius fu autore di numerose opere letterarie tra le quali il "Testamento spirituale" attraverso cui narra in prima persona la propria vita. Fu altresì autore, nel 1423, di un trattato storico sulla Russia, intitolato "Storia di tutti i russi".